# Хаус
Ха́ус (house с англ. — «дом») — стиль электронной музыки, созданный танцевальными диск-жокеями в начале 1980-х годов в Чикаго и Нью-Йорке. Хаус является производным жанром танцевальных стилей ранней эры пост-диско (электро, хай-энерджи, соул, фанк и т. п.) конца 1970-х годов, однако стиль набрал популярность лишь в конце 1980-х. Основным отличием музыки хаус является повторяемый ритм-бит, обычно в размере 4/4, и семплинг — работа со звуковыми вставками, которые повторяются время от времени в музыке, частично совпадая с её ритмом.

## Особенности хауса
Структура классического House весьма проста: стандартный размер 4/4 и не очень быстрый темп (118—132 BPM). На вторую и четвертую четверть обычно попадает snare (имитированное звучание малого барабана) или clap («хлопок», имитация хлопка в ладоши), на каждую восьмую (offbeat) звучит либо неакцентированный (unaccented), либо полуоткрытый хэт (half-open, hi-hat). На 4-й партитуре (16-я панель) проходит элемент, соединяющий два куска проигрывания, обычно это crash. Также часто присутствуют пианино, мягкие мажорные аккорды синтезатора и бас-линия, напоминающая фанк.

## История

### Истоки
В 1976 году нью-йоркскому диджею Ларри Левану пришло предложение из Чикаго стать диск-жокеем в готовящемся к открытию клубе Warehouse (рус. Склад). Тот отказался, так как планировал открытие собственного клуба. Вместо себя Ларри порекомендовал своего лучшего друга — 22-летнего Фрэнки Наклса. В марте следующего года Фрэнки дал сет на открытии Warehouse и повторил его неделей позже. Публике понравились вечеринки; Фрэнки получил резидентство в клубе и перебрался в Чикаго. Музыкой, которую ставил Фрэнки в первые годы деятельности клуба, было находившееся тогда на пике диско. Позднее диджей не боялся экспериментировать и разбавлял сеты треками из начала 1970-х, малоизвестной импортной музыкой и песнями других танцевальных жанров. В особенности на это толкала надвигающаяся «смерть» диско, которая в итоге произошла в 1981 году. Жанр вышел из моды, и на рынке стал ощущаться дефицит танцевальных пластинок. Чтобы выйти из положения, Фрэнки принялся менять аранжировки уже существующих треков. При помощи катушечного магнитофона он перемонтировал композиции, добавлял новые звуки и биты. Диджейские эксперименты нравились публике, и в итоге Фрэнки научился создавать сложные ремиксы, полностью заменяя в треках ритм, биты и басовые партии.
Параллельно в Нью-Йорке резиденцией Ларри Левана и меккой нового звучания был клуб Paradise Garage. Он был расположен в Сохо на Манхеттене и просуществовал с 1977 по 1987 год. Своё название он получил в наследство от автомобильного Parking Garage, который был расположен там ранее. А само название клуба послужило названием для стиля музыки Garage House.
Своими сетами диджей создал особенное звучание клуба, и Warehouse вскоре стал модным андеграундным заведением в городе, а в местном сленге появилось слово «хаус» (англ. house), отделившееся, по легенде, от названия клуба. Хаусом чикагская молодёжь называла не жанр музыки, который тогда ещё не появился, а всё такое же, по своим понятиям, модное и андеграундное. Например, музыка со «Склада» это «хаус», и все его посетители — тоже «хаус». В то же время диджей Фарли Кит Уильямс устраивал сеты в клубе Playground, где на старые треки в реальном времени накладывал бит, сделанный на драм-машине Roland 808. Переняв идею, Фрэнки Наклс также стал использовать этот инструмент (уже в собственном чикагском клубе Power Plant). Однако он не включал её на танцполе, а сводил бит с треком заранее и вставлял в сет уже готовые записи. Фактически чикагские диджеи своими экспериментами не пытались придумать новый жанр, а реанимировали старый: в своём понимании они делали диско. Так как всю музыку чикагских заведений называли хаусом, то это название унаследовали и новые треки. Простота их создания и популярность среди публики привлекла молодых продюсеров: для создания трека не нужна была студия, а только драм-машина и четырёхдорожечный магнитофон.

### Появление жанра

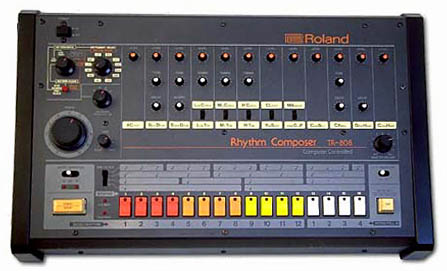
Драм-машина Roland TR-808, широко использовавшаяся при создании хаус-музыки.

В 1983 году у популярного чикагского диджея Джесси Сондерса украли бутлег-пластинку под названием «On And On» исполнителя Mach, которая была «визитной карточкой» его сетов. Диджей часто включал её в паре с драм-машиной и каким-нибудь другим треком на второй «вертушке» проигрывателя. Лишившись своего главного трека, Джесси, имевший музыкальное образование, решил сделать такой самостоятельно. В том же году при помощи четырёхдорожечного магнитофона, Roland 808, полифонической клавиатуры Korg и бас-синтезатора Roland TB-303 он написал два трека: «Fantasy» и «On And On», ссылаясь названием на украденную запись. «On And On» был с восторгом принят в клубах, и в январе 1984-го Джесси издал композицию на виниле под собственным лейблом Jes Say. «On And On» считается первой хаус-композицией, однако её первенство оспаривается в частности треком «Your Love» Джейми Принсипла, записанным в 1984 году.
За Джесси Сондерсом последовали и другие. Уже в течение года появилось множество композиций в новом стиле. Хаус набирал обороты и в родном городе уже не считался андеграундом. Открывались новые клубы, успешно продавались композиции. Также впервые появились пластинки, записываемые и издаваемые малыми тиражами специально для диджеев. С 1985 года в хаусе начали появляться первые хиты. В августе того же года Стив «Silk» Хёрли с вокалистом Китом Нунелли и Фарли Уильямсом выпустили успешный сингл «Music Is The Key», попавший на девятое место танцевального хит-парада США. Хёрли принадлежит ещё два хита чикагского хауса, популяризировавшие жанр. Первый — «I Can’t Turn Around» — ремикс на одноимённую песню Айзека Хейса. На виниле этот ремикс выпустил Фарли Уильямс, добавив к треку вокал Дэррила Пэнди и переименовав его в «Love Can’t Turn Around», и в таком виде пластинка стала хитом, вышла на импортный рынок и в сентябре 1986 года достигла 10 места в хит-параде поп-пластинок в Великобритании. Эта песня также является первой хаус-композицией, получившей собственный клип. Второй хит Хёрли — «Jack Your Body» — также имел популярность в Британии, где достиг уже первого места. Композиции Хёрли открыли хаусу дорогу в Лондон, где после успеха «Love Can’t Turn Around» британский лейбл London Records выпустил сборник «The House Sound of Chicago». Затем такие компиляции стали издавать постоянно, и хаус начинал популяризироваться в Европе.

### Первые трансформации хауса
В конце 1985 года Натаниель Пьер Джонс, он же DJ Pierre, Хёрб Джексон и Эрл «Spanky» Смит, объединившись в группу Phuture, экспериментировали со звучанием бас-синтезатора Roland TB 303. Выкручивая регуляторы устройства наугад, им удалось добиться интересного звука, с использованием которого они в итоге написали трек «Acid Trax». Запись имела успех, Roland TB 303 стал активно использоваться в создании хаус-музыки, положив начало жанру эйсид-хаус. Позднее из-за своей простоты изготовления эйсид-композиции практически вытеснили треки чикагского хауса, который, уступив популярность, к 1988 году сменил звучание на более «мягкое», обернувшись новым жанром — дип-хаусом. Приход в Чикаго культуры хип-хопа в конце 1980-х также породил хип-хаус, синтез хауса и рэпа.

## Поджанры
- Аутсайдер-хаус[англ.] (англ. Outsider house)
  - Лоу-фай-хаус[англ.] (англ. Lo-fi house)
- Афро-хаус[англ.] (англ. Afro house)
  - Амапиано (англ. Amapiano)
  - Кидандали[англ.] (англ. Kidandali)
- Балеарский хаус (англ. Balearic house)
- Блог-хаус[англ.] (англ. Blog house)
- Болрум[англ.] (англ. Ballroom)
- Бейс-хаус[англ.] (англ. Bass house)
- Бразильский бейс[англ.] (англ. Brazilian bass)
  - Слэп-хаус[англ.] (англ. Slap house)
- Гараж-хаус (англ. Garage house)
- Гетто-хаус (англ. Ghetto house)
  - Геттотек[англ.] (англ. Ghettotech)
  - Джук[англ.] (англ. Juke)
- Готик-хаус (англ. Gothic house)
- Гком[англ.] (англ. Gqom)
- Дива-хаус[англ.] (англ. Diva house)
  - Хардбэг[англ.] (англ. Hardbag)
- Дип-хаус (англ. Deep house)
- Диско-хаус[фр.] (англ. Disco house)
- Джаз-хаус[англ.] (англ. Jazz house)
- Джакин-хаус[англ.] (англ. Jackin' house)
- Евро-хаус[исп.] (англ. Euro house)
- Индастриал-хаус (англ. Industrial house)
- Итало-хаус (англ. Italo house)
- Квайто[англ.] (англ. Kwaito)
- Латинский хаус[англ.] (англ. Latin house)
- Мелодик-хаус[англ.] (англ. Melodic house)
- Микрохаус (англ. Microhouse)
- Мумбакор (англ. Moombahcore)
- Мумбатон (англ. Moombahton)
  - Мумбасоул[исп.] (англ. Moombahsoul)
- Нью-Джерси-саунд[англ.] (англ. New Jersey sound)
- Прогрессив-хаус (англ. Progressive house)
  - Дарк-хаус (англ. Dark house)
- Соулфул-хаус (англ. Soulful house)
- Стадионный хаус[англ.] (англ. Stadium house)
- Тек-хаус (англ. Tech house)
- Трайбл-хаус (англ. Tribal house)
- Траус[англ.] (англ. Trouse)
- Тропикал-хаус (англ. Tropical house)
- Фанки-хаус[англ.] (англ. Funky house)
- Французский хаус (англ. French house)
- Фьюче-хаус (англ. Future house)
- Хард-хаус (англ. Hard house)
  - Пампинг-хаус (англ. Pumping house)
  - Метал-шейд (англ. Metal shade)
  - Поки (исп. Poky)
  - Хардбасс (англ. Hardbass)
  - Скаус-хаус (англ. Scouse house)
  - Чикагский хард-хаус[англ.] (англ. Chicago hard house)
- Хип-хаус (англ. Hip house)
  - Электро-хоп[англ.]* (англ. Electro hop)
- Чикагский хаус (англ. Chicago house)
- Эйсид-хаус (англ. Acid house)
- Электро-свинг (англ. Swing house)
- Электро-хаус (англ. Electro house)
  - Биг-рум (англ. Big room)
  - Фьюче-рейв[англ.] (англ. Future rave)
  - Датч-хаус (англ. Dutch house)
  - Комплекстро (англ. Complextro)
  - Мельбурн-баунс (англ. Melbourne bounce)
  - Прогрессив-электро-хаус (англ. Progressive electro house)
  - Фиджет-хаус (англ. Fidget house)
  - Френч-электро (англ. French electro)
  - Электро-тек (англ. Electro-tech)
- Эмбиент-хаус (англ. Ambient house)

## Жанры других направлений
- Дрим-хаус (англ. Dream house) — поджанр транса.
- Витч-хаус (англ. Witch house) — жанр электронной музыки в направлении постиндастриал.
- Ню-диско (англ. Nu-disco) — смежный жанр диско и электронной танцевальной музыки, вдохновлённый хаусом.

## Социальный и политический аспект
Тексты ранних хаус-композиций содержали позитивные, вдохновляющие сообщения для всех людей из самых разных слоев общества, но особенно обращались к тем, кого считали аутсайдерами, особенно афроамериканцам, латиноамериканцам и гей-субкультуре. Танцевальная сцена хаус-музыки была одним из наиболее интегрированных и прогрессивных пространств 1980-х годов; чернокожие и геи, а также другие группы меньшинств смогли танцевать вместе в позитивной среде.
Диджеи хаус-музыки стремились создать «сказочный мир эмоций» с помощью «историй, ключевых слов и звуков», которые помогли «склеить» сообщества. Многие хаус-треки побуждают аудиторию «отпустить себя» или «позволить себе уйти», что дополнительно поощряется постоянными танцами, «непрекращающимся ритмом» и употреблением клубных наркотиков, которые могут создать эффект транса для танцоров. Фрэнки Наклз однажды сказал, что клуб Warehouse в Чикаго похож на «церковь для людей, отпавших от благодати». Продюсер домашней звукозаписи Маршал Джефферсон сравнил это с «старой религией в том смысле, что люди просто радуются и кричат».